# 2420 Ciurlionis
2420 Ciurlionis је астероид главног астероидног појаса чија средња удаљеност од Сунца износи 2,561 астрономских јединица (АЈ).
Апсолутна магнитуда астероида је 12,2.